# Арнольд Шварценеггер
Арно́льд Ало́їс Шварцене́ггер (нім. Arnold Alois Schwarzenegger; нар. 30 липня 1947) — американський бодібілдер, кіноактор і продюсер, бізнесмен і політик австрійського походження; 38-й губернатор штату Каліфорнія (2003–2011), член республіканської партії США.

## Родина
Сім'я Шварценеггерів була католицького віросповідання й кожну неділю відвідувала церкву. Після німецького аншлюсу Австрії 1938 року Густав Шварценеггер вступив у нацистську партію Австрії й СА. Під час війни він служив у військовій поліції (фельджандармерії), де отримав чин гауптфельдфебеля (старшого сержанта).
Після війни йому було дозволено працювати шефом місцевої поліції, бо не було доказів, що він учиняв військові злочини. Сім'я жила бідно, одним з найяскравіших спогадів молодості Арнольд називає купівлю холодильника.
|  | Мої батьки були дуже бідними, і в будинку не було ні центрального опалення, ні телевізора й навіть вбиральні — це приміщення містилося на задньому дворі. |

Під впливом свого батька Арнольд почав тренуватися грі у футбол, але у віці 14 років віддав перевагу кар'єрі культуриста. Він надихався такими ідолами бодибілдингу, як Рег Парк, Стів Рівз і Джоні Вайсмюллер, яких часто бачив у кіно.
Він щодня ходить у тренажерну залу, й хоча клуб не працював у суботи і неділі, Арнольд усе одно тренувався й у вихідні; він залізав драбиною крізь вікно.
У 1971 році Арнольдів брат Мейнхард гине в автокатастрофі, в момент аварії він був у нетверезому стані. Арнольд не з'являється на похороні. Мейнхард був одружений з Ерікою Кнап і залишив трирічного сина Патріка.
Роком пізніше Густав Шварценеггер умирає від удару, Арнольд не з'являється й на його похороні. Як згодом розповідав сам Арнольд, «система виховання дітей в Австрії й Німеччині сильно відрізнялася від американської, головним у ній було виховувати дисципліну. Я завжди був нонконформістом, і мене часто карали, мене били ременем, ставили в куток. Те, як зі мною поводився батько, можна назвати поганим поводженням з дітьми (англ. child abuse)».

### Служба в армії
У 1965 році Арнольда у віці 18 років рекрутують в австрійську армію на 1 рік, де він отримує військовий фах механіка-водія танка. А. Шварценеггер дістає цю посаду, попри те, що в австрійській армії на неї зазвичай призначали осіб у віці від 21 року. Тільки в армії вперше Арнольд почав щодня їсти м'ясо.

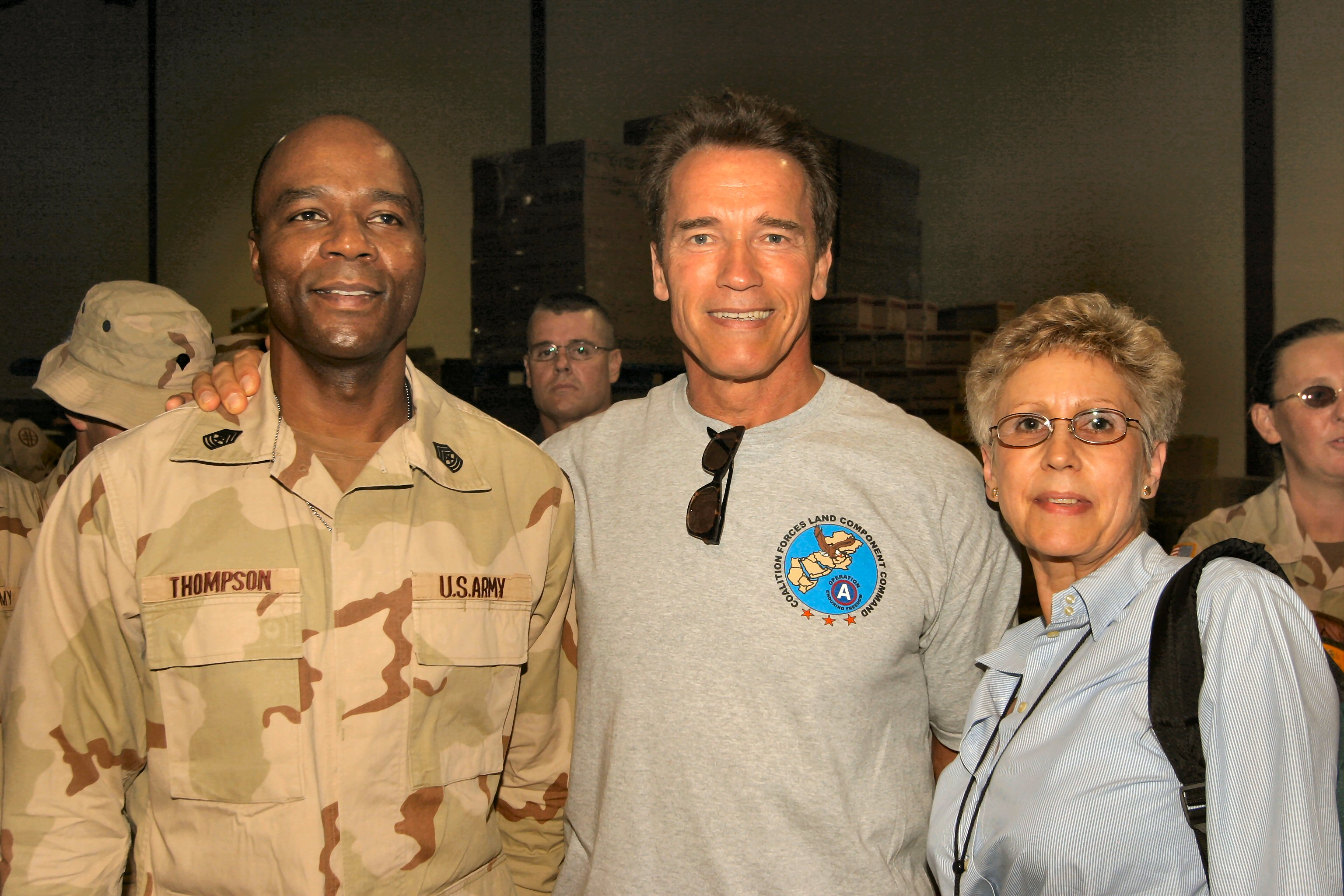
А. Шварценеггер на зустрічі з військовиками на базі Аріфджан, Кувейт на День Незалежності, 3-я армія, Центральне командування США, 4 липня 2003 року

Він бере участь в конкурсі «Містер Європа» серед юніорів, і виграє його; заради конкурсу він іде в «самовільне», після чого на два місяці потрапляє у військову в'язницю (за іншими даними — на два тижні на гауптвахту). Всупереч розповсюдженій думці, цей виступ не був дебютом; дебют відбувся двома роками раніше на менш відомому змаганні в Ґраці, де Арнольд зайняв друге місце.
Як згодом розповідав майбутній губернатор Каліфорнії, він зміг знайти час і місце для тренувань навіть під час тактичних навчань, коли декілька тижнів жив у польових умовах. Він обладнав штангу з підручних матеріалів, і зберігав її в танку:
|  | Я домігся великого поступу на початковому етапі своїх тренувань, коли служив в австрійській армії й мав багато усіляких справ. Коли ми впродовж шести тижнів брали участь у маневрах уздовж чехословацького кордону, мені доводилося кермувати танк по п'ятнадцять годин на день, запомповувати паливо за допомогою ручного насосу, «боротися» з величезними паливними барилами й ремонтувати. Ми спали в окопах або під танками й повинні були прокидатись о шостій годині ранку. Проте ми з приятелем прокидались о п'ятій, залізали у переділку для танкових інструментів, у якій зберігали свої штанги, й до загального підйому тренувалися цілу годину. Після закінчення денної частини навчань ми тренувалися ще одну годину. Я не можу уявити важчих умов для тренувань і тому наголошую, що знайти час і сили для тренувань — це питання мотивації й зацікавленості. Справжній атлет завжди, в будь-якій ситуації знайде час і місце для тренувань. |

Разом з тим, як він сказав трохи пізніше, він не був ідеальним солдатом, і один раз утопив свій танк.
Описуючи свою службу в армії, Арнольд в автобіографії розповідає, з яким нетерпінням він чекав наказу офіцерів почати фізичний вишкіл, а головним підсумком служби називає істотне нарощування м'язової маси.

### Переїзд до Мюнхена
Після армії 1966 року переїздить у Мюнхен, де працює в фітнес-клубі. У цей період він живе незаможно, якийсь час доводиться спати на підлозі в тренажерному залі, поки не вдалося винайняти квартиру. Як згадує сам Арнольд у своїй автобіографії, в цей час він поводиться вкрай агресивно, вступаючи в бійки практично щодня і збираючи штрафи за порушення правил дорожнього руху, «я був немов бик, який вигулював своє м'ясо». Слід зазначити, що одним із побічних наслідків вживання стероїдів є підвищена агресивність.
По деякому часі він починає сам керувати тренажерним залом, проте і при цьому в нього залишається багато боргів.
У 1966 році Арнольд займає друге місце на конкурсі «Містер Всесвіт» у Лондоні, поступившись американцеві Шету Йортону. Такий результат був несподіванкою для нього самого; Арнольд спочатку вважав, що займе не більше, ніж шосте — сьоме місце. У 1967 році він виграє цей титул.

### Переїзд до США
У вересні 1968 року, у 21-річному віці, Арнольд прибуває до Америки. За його власними словами, на той момент він погано знав англійську мову й розмовляв із сильним акцентом, що створювало йому труднощі. За Арнольдовими словами, переїзд до США був його мрією з 10 років. Наприкінці 1960-х — на початку 1970-х років він перебуває в країні нелегально, порушуючи умови своєї візи.
Він починає тренуватися в клубі Gold's Gym у Санта-Моніці, Каліфорнія, під патронатом Джо Вейдера. У 1970 році у віці 23 років виграє свій перший титул «Містер Олімпія» у Нью-Йорку.
У 1983 році отримує громадянство США, зберігши громадянство Австрії.

## Кар'єра культуриста
Арнольд Шварценеггер почав свій шлях у бодибілдингу у віці 14 років. Як він згадує в своїй автобіографії, після свого найпершого тренування він так втомився, що не міг навіть підняти чашку кави. Основною проблемою початкового етапу своєї спортивної кар'єри він називає брак досвіду і знань про такий відносно новий тоді вид спорту, як бодибілдинг, «озираючись назад, я розумію, як мало тоді всі ми знали». Розповідаючи про свою першу перемогу на конкурсі бодибілдерів, він помічає: «я не мав ані плавок, ані олії на тіло, ні уявлення про те, як позувати, тільки фотографії Рега Парка».
Разом з тим, він домагається разючого прогресу; в «Енциклопедії сучасного бодибілдингу» Арнольд пише, що його руки тоді збільшувалися на пів дюйма за два місяці тренувань, а загальна мускульна маса — на двадцять фунтів за рік. Щоб отримати свій перший титул «Містер Олімпія», у Шварценеґґера пішло всього п'ять років, коли в інших на це йшло до 10 років. Частково він пояснює це генетичною схильністю («Бодибілдинг нагадує інколи змагання між зайцем і черепахою»), зазначаючи, втім, що «судді на змаганнях, оцінюючи атлетів, не говорять — цей учасник тренується всього вісім років, але той — кращий, бо тренується всього три роки!».
Своїм головним завданням як культуриста, після переїзду до США, він називає мету «обтесати привезену з Європи м'язову масу, надати їй потрібної форми». В «Енциклопедії сьогочасного бодибілдингу» Арнольд пише: «Я був здібним учнем. Я підходив до суддів, і питав, що, на їхню думку, я зробив неправильно». Багато чого він навчився у своїх «колег по цеху», зокрема, у свого ідола Рега Парка після особистого знайомства.
Напружена робота принесла численні перемоги; особливе місце в його кар'єрі займає перемога на конкурсі «Містер Олімпія» 1980 року; вона стала несподіваним поверненням після п'ятирічної перерви. У цей час він помітив, що за час його відсутності завдяки зростанню популярності бодибілдингу конкуренція на змаганнях істотно зросла; Венді Лій у «Неофіційній біографії Арнольда Шварценеґґера» відзначає, що, якщо раніше до рівня Арнольда наближалися три — чотири людини, то 1980 року їх були уже десятки. Крім того, 1980 року йому вже було більше тридцяти; як він пише в «Енциклопедії сучасного бодибілдингу», в період підготовки йому довелося ретельніше стежити за своїм харчуванням, ніж при підготовці до попередніх конкурсів.
Після 1980 року Шварценеґґер остаточно завершив свою спортивну кар'єру. Разом з тим він зробив значний внесок у популяризацію бодибілдингу, поширюючи свій величезний досвід у книжках і в часописах з культуризму. У 1988 році організував власний конкурс Арнольд Класик.
Своїм кумиром Шварценеггер називає Юрія Власова. За його словами, Юрій Власов був і залишається його єдиним кумиром, зустріч із яким у далекі 1960-ті змінила життя юного австрійця.

## Кар'єра в кіно
Арнольд Шварценеггер з 1970 року почав зніматися в фільмах, як це робили багато його ідолів, такі, як і Стів Рівз. Його проблемою спочатку була дуже велика м'язова маса, що виглядала неприродно для кіно, й сильний німецький акцент, через який доводилося уникати довгих складних монологів. Для низки фільмів Арнольду доводилося істотно знижувати вагу. Він відвідує студії акторської майстерності і прагне позбавитися акценту. 

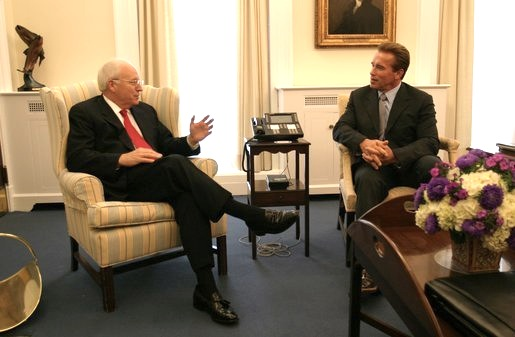
Віцепрезидент США Дік Чейні зустрічається з губернатором А. Шварценеґґером у Білому домі, 7 жовтня, 2003 року
^{фотограф: Девід Бохре}

 Режисер «Хижака» відзначає: «Це хлопець — здібний: мені говорили, що для роботи з ним буде треба не менше двадцяти дублів, а їх треба три-чотири. Він швидко вчиться». Згодом своєю найнеулюбленішою роботою в кінематографі Шварценеґґер називає перший фільм «Геркулес у Нью-Йорку».
Перші фільми публіка сприйняла стримано; успіх прийшов після «Конана-варвара». Досить довго Арнольдові гонорари залишаються досить невеликими; проте після таких фільмів, як «Термінатор», «Командо», «Пригадати все», і «Термінатор-2» істотно ростуть; гонорар за «Термінатор-3» (2003), 35 млн дол., ставить рекорд у кіноіндустрії.
Бодибілдер отримує ряд престижних премій, зібравши 8 номінацій в антипремії «Золота малина».
Критики заявляють, що акторська майстерність «залізного Арні» не найкраща, і він уникає довгих складних діалогів; комік Робін Уїльямс помічає, що «менше слів, ніж Арнольд Шварценеґґер, сказала тільки шотландська вівчарка Лессі».
Прагнучи піти від образу залізобетонного вбивці, який за увесь фільм вимовляє п'ять-шість фраз, Арнольд починає зніматися в комедійних фільмах. За деякі з них, в тому, числі за найперший «Близнюки» (1988), він не отримує взагалі ніякого гонорару, обмежившись відсотками з продажів.
Комедія «Останній кіногерой» стає пародією Арнольда на самого себе і свій образ «термінатора».
Останні фільми Шварценеггера «Кінець світу», «Шостий день» і «Відшкодування збитків» сприйняті критиками і глядачами досить стримано. У 2003 році виходить довгоочікуваний сиквел «Термінатор-3:Повстання машин», після якого 56-річний Арнольд йде з кіноіндустрії. У цьому ж році він перемагає на виборах на посаду губернатора Каліфорнії, що робить неможливою участь в яких-небудь зйомках (окрім камео). Повернення в кінобізнес залишалося неможливим, принаймні до 2011 року, коли закінчилися його повноваження губернатора. Опісля Шварценеґґер відновлює акторську діяльність і бере участь у високобюджетних бойовиках, як от Нестримні 2.

### Фільмографія
Обрані визначні ролі:
- 1970: Геркулес у Нью-Йорку як Геркулес
- 1976: Залишайся голодним як Джо Санто
- 1977: Помпуючи залізо в ролі самого себе
- 1980: Історія Джейн Менсфілд як Міккі Хартіган
- 1982: Конан-варвар як Конан
- 1984: Конан-руйнівник як Конан
- 1984: Термінатор як Термінатор/T-800 Модель 101
- 1985: Руда Соня як Калідор
- 1985: Командо як Джон Матрікс
- 1986: Нечесна угода як Марк Камінський / Джозеф П. Бренер
- 1987: Хижак як майор Алан «Голандець» Шефер
- 1987: Людина, що біжить як Бен Ричардс
- 1988: Червона спека як капітан Іван Данко
- 1988: Близнюки як Джуліус Бенедикт
- 1990: Пригадати все як Даґлас Квейд / Гавзер
- 1990: Дитсадковий поліцейський як детектив Джон Кімбл
- 1991: Термінатор 2: Судний день як Термінатор/T-800
- 1993: Останній кіногерой як Джек Слейтер / в ролі самого себе
- 1994: Правдива брехня як Гаррі Таскер
- 1994: Джуніор як Алекс Хейсі
- 1996: Стирач як маршал Джон Крюгер
- 1996: Подарунок на Різдво як Говард Ленгстон
- 1997: Бетмен і Робін як Містер Фріз
- 1999: Кінець світу як Джеріко Кейн
- 2000: Шостий день як Адам Гібсон/Адам Гібсон клон
- 2002: Відшкодування збитків як Горді Брюєр
- 2003: Термінатор 3: Повстання машин як Термінатор/T-800
- 2004: Навколо світу за 80 днів як принц Хапі
- 2012: Нестримні 2 як Тренч
- 2013: Повернення героя як шериф Рей Оуенс
- 2013: План втечі як Роттмайєр
- 2014: Нестримні 3 як Тренч
- 2014: Саботаж як Джон Вертон
- 2015: Меггі як Вейд
- 2015: Термінатор: Генезис як Термінатор/Т-800 (Старий)
- 2017: Вбити Гюнтера як Роберт «Гюнтер» Бендік
- 2017: Наслідки як Роман Мельник
- 2018: Змінюючи гру в ролі самого себе
- 2019: Термінатор: Фатум як Термінатор/T-800 Модель 101 (Карл)

## Бізнес-кар'єра
До 30 років Арнольд Шварценеггер став мільйонером. Його багатство збільшилося завдяки вдалим вкладенням. Він відкрив бізнес із поштових розсилкок, будівельну компанію і зайнявся нерухомістю. Серцевиною його фінансової імперії є компанія «Oak Productions», через яку проходять відрахування від кіностудій, відсотки з продажів коміксів і відеоігор. Активи Арнольда Шварценеґґера оцінюються в 200 млн дол.

## Політична кар'єра
У 2003 році Арнольд Шварценеґґер був обраний на посаду губернатора Каліфорнії від Республіканської партії. Він став 38-м губернатором цього штату і 1-м губернатором штату США, що народився за межами, з часів ірландця Джона Дауні, обраного у 1862.

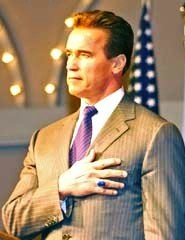
«Залізний Арні» — новий губернатор штату Каліфорнія

Американські ЗМІ супроводжували хід передвиборної кампанії заголовками «Гувернатор» (гібрид «термінатор» та «губернатор»), «Людина, що біжить», і «Термінатор-4: Повстання кандидата» (аналогічно назві фільму «Terminator-3:Rise of the Machines»). Вибори нового губернатора супроводжувалися другим в історії США відкликанням (англ. recall) голови штату Грея Девіса, що привів штат до стану фінансової та енергетичної кризи; це дало пресі привід для заголовків «Total Recall» (що посилається на відомий фільм Шварценеґґера, що вийшов в прокаті під назвою «Пригадати все»).
У своїй діяльності він незабаром зіткнувся з могутньою опозицією, що розвернула проти нього кампанію компромату (зокрема, до початку виборів 15 жінок звинуватили його в сексуальних домаганнях), і пережив істотне падіння рейтингу.
Незважаючи на це, у 2006 році переобрався на другий термін. Повноваження закінчилися 2011 року, згідно з Конституцією штату Каліфорнія, він не мав права балотуватися на третій термін. За результатами опитування громадської думки, 71 % населення штату вважали, що він не впорався зі своїми обов'язками.
Почав у штаті кампанію за скорочення витрат і, в рамках цієї кампанії, відмовився від зарплати губернатора в 175 тис. дол. на рік.
Після свого переобрання остаточно переміщається в політичний центр, між республіканцями і демократами; він підтримує підписання Кіотського протоколу, негативно ставиться до війни в Іраку, вступає в ряд конфліктів з президентом США Джорджем Бушем.
Наприкінці 2007 року його розкритикували за «Поправку S.B. 777», яка вводить перелік видів дискримінації, заборонених у державних школах, відповідно до частини дефінітиву закону про злочини на ґрунті ненависті. Основний залп критики був спрямований проти включення в перелік осіб з альтернативною сексуальною орієнтацією і транссексуалів.
Перед виборами США 2024 підтримав Камалу Харіс від Демократичної партії.

## Літературна кар'єра
2011 року Арнольд Шварценеггер взявся за написання мемуарів. Його книга «Total Recall: My Unbelievably True Life Story» вийшла друком у видавництві Simon & Schuster, доступна у продажу у твердій, м'якій обкладинці, у вигляді електронної книги, а також у вигляді аудіокниги.
У книзі автор (за допомоги редактора Пітера Петре) розказує читачеві (слухачеві) про такі факти свого життя, яких читач «іще не знає». Книгу написано після розлучення Арнольда із дружиною, проте Залізний Арні у своїй книзі висловлює тверде сподівання, що вони з Марією ще будуть разом. Марія залишається головною жінкою в його житті. Це несподівано ніжна книжка: всі його спогади про дружину повні щирої любові і каяття.

## Підтримка України
24 січня 2014 року Арнольд Шварценеґґер підтримав Євромайдан:
|  | Я хочу звернутися до українців. Знайте, що я бажаю вам успіху у вашій мирній боротьбі за демократію і свободу. Миру вам! Оригінальний текст (англ.) [] Помилка: {{Lang}}: немає тексту (допомога) |

2014 року з'явився з футболкою з зображенням карти Криму і написом «I'll be back»[значущість факту?].
30 липня 2015 року внесений у «Білий список друзів України».
У зв'язку з російським вторгненням в Україну Арнольд Шварценеггер записав відеозвернення під назвою «Послання російському народу».
У жовтні 2022 року сфотографувався з фолк-реп-гуртом Kalush Orchestra та запостив у себе фото з рожевим капелюхом в Instagram, який переміг у Євробаченні-2022. 12 січня 2023 року знову з'явився з гуртом уже в їхньому кліпі Щедрий вечір. У травні цього ж року запросив гурт у саміт Австрії.

## Затримання у Німеччині
17 січня 2024 у аеропорту Мюнхена його затримала поліція. Причиною стало те, що він віз продавати швейцарській годинник, щоб ці гроші пішли на благодійність. Сам годинник коштує 26 тисяч €. Потім поліція його відпустила за штраф 35 €

## Особисте життя
Особисте життя Арнольда з початком кар'єри в бодибілдингу стає вкрай бурхливим і породжує низку легенд: «Розповідають, наприклад, як він одного разу на каліфорнійському пляжі підійшов до незнайомої дівчини і відверто зробив їй інтимну пропозицію. Один з його друзів, спішно втрутившись, став пояснювати дівчині: „Мій друг щойно приїхав до США і не знає наших звичаїв“. На що вона відповіла: „Ні, ні, не зупиняйте його!“». В інтерв'ю журналу Penthouse розповідає, що одна жінка запропонувала вимазати його в шоколаді й облизати. До інших легенд належить випадок, коли на роздачі автографів прихильниця роздяглася і запитала: «Хочеш прокачати це тіло?»
У 1969 році він зустрічає Барбару Аутланд Бейкер, вчительку англійської мови. Як Арнольд пише у своїй автобіографії, до зустрічі з нею він «сприймав секс лише як ще одну функцію організму», проте після появи Барбари «друзі жартували: Арнольд закохався».
Їхні стосунки закінчуються в 1974 році. За власними спогадами Арнольда, «вона була розсудливою жінкою, яка хотіла солідного, звичайного життя. Я ж не був розсудливим чоловіком і ненавидів саму ідею звичайного життя». Барбара описувала Арнольда як «веселого, харизматичного, авантюрного й атлетичного», але розрив пояснила тим, що він став «нестерпний — світ обертається навколо нього». Згодом написала книгу «В тіні австрійського дуба». Арнольд не тільки не перешкоджав написанню цієї книги, але навіть дав для неї тригодинне інтерв'ю.
У 1975 році на пляжі Venice (Лос-Анджелес, США) він знайомиться з перукаркою Сью Морей. З серпня 1977 року починає також зустрічатися зі своєю майбутньою дружиною Марією Шрайвер, що триває до серпня 1978 року, коли Морей поставила йому ультиматум.
Як стверджує Венді Лій в «Неофіційній біографії Арнольда Шварценеггера», між ним і Бриджит Нільсен, партнеркою по фільму «Руда Соня», був зв'язок. У цей час Шварценеггер був вже заручений з Марією Шрайвер, тому стосунки не склалися. Згодом Бриджит Нільсен одружилася з конкурентом Арнольда з кіноіндустрії Сільвестром Сталлоне.
Арнольд Шварценеггер отримав у 1979 році ступінь бакалавра з економіки в Університеті штату Вісконсин.
Отримав громадянство США у 1983 році; як Арнольд розповідає у своїй автобіографії, він був таким гордим через цю подію, що цілий день ходив з прапором.
У 1985 році потрапив в аварію; автомобіль, у якому він їхав з Марією Шрайвер, звалився під укіс.
26 квітня 1986 року одружується з тележурналісткою Марією Шрайвер, племінницєю президента Джона Ф. Кеннеді. Весілля відбулося у Гіанісі, штат Массачусетс. Церемонію в римо-католицькій церкві Святого Франциска Ксав'є провів преподобний Джон Ріордан.
В інтерв'ю журналу Penthouse заявляє:

PENTHOUSE: А Ваша дружина, Марія? 

ШВАРЦЕНЕГГЕР: Вона завжди була моєю найпалкішою прихильницею. У 1977 році, коли ми почали зустрічатися, вона багато часу витратила на те, щоб як слід вивчити бодибілдинг, і на виступах кричала голосніше за всіх в залі: «Арнольд! Арнольд! Арнольд!» Її голос завжди перекривав загальний шум.

У подружжя 4 дитини:
- Кетрін Юніс Шварценеггер, народилася 13 грудня 1989 року в Лос-Анджелесі Каліфорнія;
- Крістіна Марія Аврелія Шварценеггер, народилася 23 липня 1991 року в Лос-Анджелесі Каліфорнія;
- Патрік Арнольд Шварценеггер, народився 18 вересня 1993 року в Лос-Анджелесі Каліфорнія;
- Крістофер Саргент Шрайвер Шварценеггер, народився 27 вересня 1997 року Лос-Анджелесі Каліфорнія.

9 серпня 2020 року донька Кетрін Шварценеггер народила сина (першого онука), батько дитини — актор Кріс Пратт.
Шварценеггер з сім'єю живуть у Брентвуді в будинку площею 11 тис. кв. футів. Щонеділі сім'я відвідує месу в католицькій церкві Святої Моніки. Марія Шрайвер описує роль свого чоловіка у вихованні своїх дітей так:
|  | Він виховує їх в основному вранці. Будить о шостій годині (за винятком Крістофера, звичайно). Потім ганяє футбольним полем, а опісля примушує обливатися крижаною водою… |

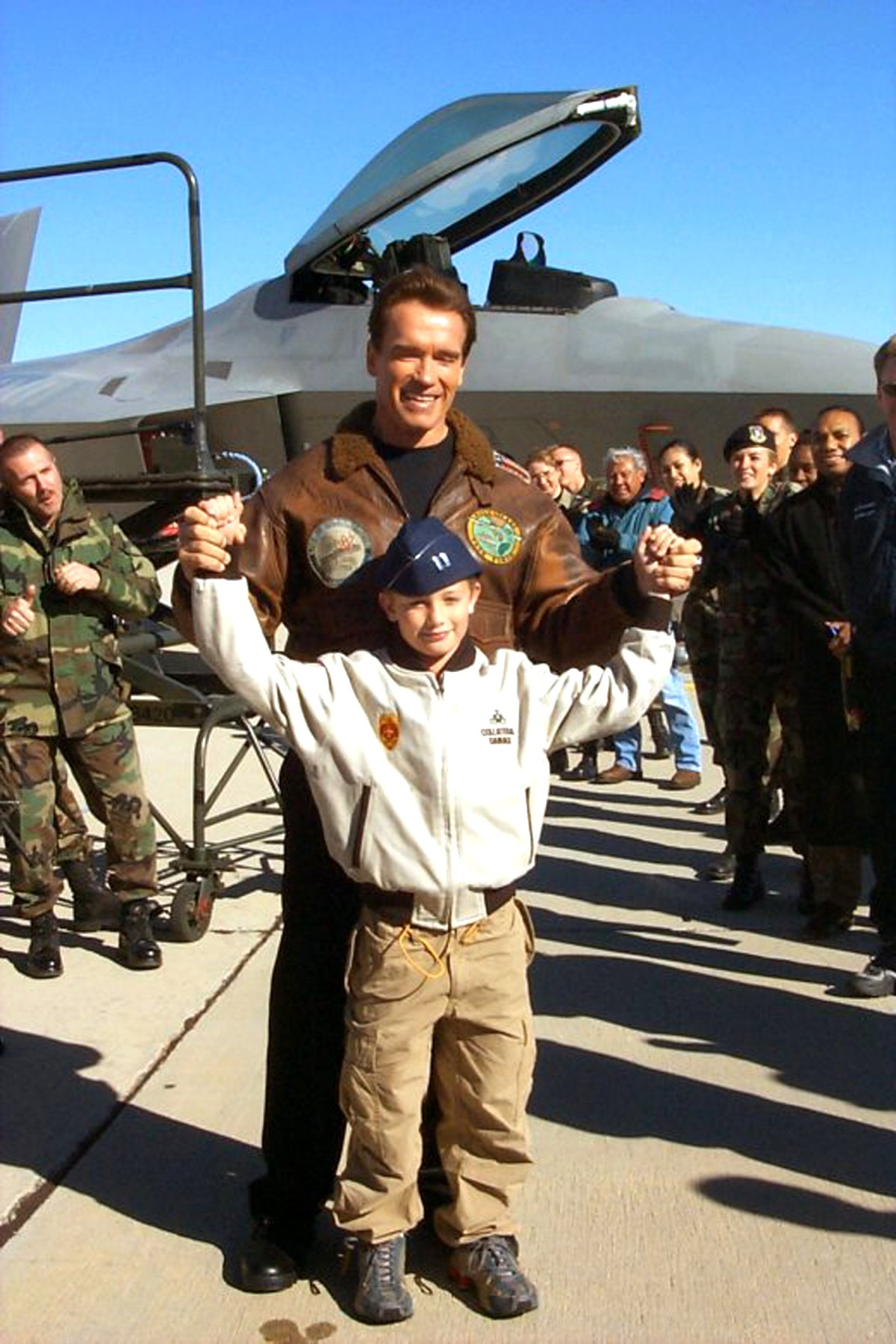
Арнольд Шварценеггер та його син Патрік на Військово-повітряній базі США Едвардс, Каліфорнія, грудень 2002 року

Розкидані по будинку дитячі речі Арнольд відправляє до каміна.
У 1992 році Арнольд придбав за 45 тис. дол. перший «Хамер», призначений для цивільного використання, який важив 2,9 т і мав 2,1 м завширшки, через що не дотримувався американських стандартів економії палива. Під час губернаторської кампанії в 2003 році він оголосив, що переведе один зі своїх «хамерів» на водень, що було через деякий час виконано (за суму в 21 тис. дол.).
У червні 1997 року він витратив 38 млн дол. на приватний літак Гольфстрім. У 2000-х роках продав його.
У 1997 році він переніс операцію на серці.
23 грудня 2006 року зламав стегно, катаючись на лижах у Сонячній долині, штат Айдахо, 26 грудня переніс 90-хвилинну операцію.
Кінозірка відмовляється від особистих шоферів, вважаючи за найкраще керувати машиною самостійно: «Камін у своєму будинку я вважаю за найкраще розпалювати сам і водити свій „Порше“ — теж».
Шварценеґґер двічі розбивався на мотоциклі. 9 грудня 2001 року він зламав собі 6 ребер і був госпіталізований на 4 дні. 8 січня 2006 року розбився на своєму мотоциклі Харлей Девідсон, перевозячи у візку свого сина Патріка. Ніхто не постраждав, якщо не рахувати того, що на губу Шварценеґґера було накладено 15 швів. Слід зазначити, що при цьому в губернатора Каліфорнії була відсутня категорія посвідчення (М-1 або М-2) водіїв, що дозволяє управляти мотоциклами. Як він заявив, відповідне посвідчення було в нього в Австрії, і після переїзду в Сполучені Штати йому навіть не спало на думку отримувати новий документ; таким чином, він керував мотоциклом нелегально понад 10 років (відповідно до закону штату Каліфорнія, поліція має право зупинити автомобіль для огляду тільки у разі перевищення швидкості, явних ознак алкогольного сп'яніння та інших порушень; проблемою штату є наявність до двох мільйонів чоловік, що регулярно використовують автомобілі без водійського посвідчення і обов'язкової страховки).
Після останнього інциденту посвідчення штату Каліфорнія на управління мотоциклом було все-таки отримане.
30 липня 2007 року бодибілдеру, кінозірці і губернаторові Каліфорнії виповнилося 60 років. Пишно відзначив ювілей у себе на батьківщині, в місті Грац, Австрія. Журнал Muscle&Fittness присвятив ювілею патріарха бодибілдингу спеціальний випуск, забезпечений п'ятьма обкладинками, з двома Шварцнеггерами на кожній.
Влада села Таль на честь ювілею оголосили 30 липня «День Арнольда» і закріпили за ним номер будинку 147, де він народився.
У травні 2011-го Арнольд Шварценеггер, котрий вирішив повернутися в кіно після завершення терміну перебування на посту губернатора Каліфорнії, оголосив про розлучення із Марією Шрайвер. Сталося це через два тижні після їхнього «срібного весілля». У 1997 році Шварценеґґер став батьком позашлюбної дитини Джозефа Байени — одна із його покоївок народила від нього сина, про якого Арнольд розповів дружині, залишивши пост губернатора. Між подружжям стався гучний скандал, який, проте, вони певний час приховували від публіки. Однак урешті шлюб розпався.

## Цікаві факти

### Прізвище Шварценеґґера
Важковимовне прізвище Шварценеггер (іноді неправильно пишеться як Шварцнеґґер) перекладається з німецької як «чорний боронувач». Щоб не бентежити глядачів таким складним прізвищем, Шварценеггер починав свою кінокар'єру під псевдонімом Арнольд Стронг (англ. Arnold Strong — Арнольд Сильний).
Як згадує сам Арнольд, на початку його кар'єри люди часто плутали його прізвище, аж до «Шварценшніцель». У комедії «Останній кіногерой» Арнольдів персонаж — Джек Слейтер — сам плутає прізвище ("ну то, я ж відомий комік Арнольд Брауншвейгер "). Роджер Фільд розповідає про наступний епізод про молодого Шварценеґґера:

— Ви бачили коли-небудь Арнольда сильно розсердженим?
 — Я тоді їхав з ним в авто на задньому сидінні. Під час подорожі я прагнув не розмовляти з ним, але коли ми зупинилися на світлофорі, вирішив пожартувати. Сказав йому: «Тебе справді звуть Schwarz — Negger?» При цьому я умисне розділив слова так, щоб перше слово звучало як «schwarz» (чорний), а друге «negger» — ну як «негр», ви розумієте. Тут Арні сильно напружився й лише процідив крізь зуби: «Моє прізвище SchwarzenEgger — це австрійське прізвище» (egger означає «орач». — А. П.). Більше ми цю тему не зачіпали.

- На честь актора названий вид жуків з роду турунів — Agra schwarzeneggeri.
- У 2002 році в рідному селі актора хотіли поставити пам'ятник Термінатору. Проєкт був закритий на прохання Арнольда.[31]
- У 2004 році, перебуваючи у відпустці на Гаваях, Шварценеггер врятував людину, що потопала: підплив до неї і витягнув на берег.[31]
- Його єдиний брат Майнарді загинув в автокатастрофі в 1971 році.[31]
- У липні 2014 року Шварценеггера помітили у футболці із зображенням Криму, на якій було написано: «I'll be back»[32].